# Sitios palafíticos prehistóricos de los Alpes
Los Sitios palafíticos prehistóricos de los Alpes son una serie de asentamientos de palafitos prehistóricos (o viviendas sobre pilares de madera llamados pilotis) en y alrededor de los Alpes construidos desde los 5000 hasta 500 aC en los bordes de lagos, ríos o humedales. 111 sitios, ubicados en Austria (5 sitios), Francia (11), Alemania (18), Italia (19), Eslovenia (2) y Suiza (56), han sido nombrados por la Unesco como Patrimonio de la Humanidad en 2011. En Eslovenia, este es el primer bien cultural con tal categoría.
Las excavaciones llevadas a cabo en algunos de los sitios, han entregado evidencias sobre el estilo de vida en los tiempos prehistóricos del Neolítico y la Edad de Bronce en los Alpes de Europa, y la forma en que las comunidades interactuaban con su entorno. Tal y como se declaró en la nominación, los asentamientos son un grupo único de sitios arqueológicos excepcionalmente bien conservado y con una gran riqueza cultural, que constituyen una de las fuentes más importantes para el estudio de las primeras sociedades agrarias de la región.
Al contrario de la creencia popular, las casas no eran construidas sobre el agua, si no en terrenos pantanosos cercanos. Eran construidas sobre unos pilares o columnas de madera llamados pilotis para protegerlas contra las inundaciones ocasionales. Como los lagos han aumentado de tamaño a lo largo de los siglos, algunos de los pilares originales están ahora bajo el agua, dando a los observadores modernos la falsa impresión de que estuvieron siempre en esa situación.

## Sitios
| País      | Número serial de identificación | Nombre                                       | Ubicación                                   | Coordenadas                                              | Área de protección (Ha) | Zona de respeto (Ha) | Fecha de ocupación (AC)                   |
| --------- | ------------------------------- | -------------------------------------------- | ------------------------------------------- | -------------------------------------------------------- | ----------------------- | -------------------- | ----------------------------------------- |
| Suiza     | 1363-001                        | Ägelmoos                                     | Beinwil am See                              | 47°16′43.047″N 8°12′27.439″E / 47.27862417, 8.20762194   | 0.96                    | 10.5                 | 2000-1000                                 |
| Suiza     | 1363-002                        | Riesi                                        | Seengen                                     | 47°19′6.532″N 8°12′14.288″E / 47.31848111, 8.20396889    | 3.8                     | 16.5                 | 1500-500                                  |
| Suiza     | 1363-003                        | Vingelz / Hafen                              | Biel/Bienne                                 | 47°7′55.585″N 7°13′24.298″E / 47.13210694, 7.22341611    | 0.6                     | 18.4                 | 3000-2500                                 |
| Suiza     | 1363-004                        | Dorfstation                                  | Lüscherz                                    | 47°2′55.464″N 7°9′0.22″E / 47.04874000, 7.1500611        | 3.4                     | 75.1                 | 4000-3500, 3000-2500, 1000-500            |
| Suiza     | 1363-005                        | Lobsigensee                                  | Seedorf                                     | 47°1′58.487″N 7°17′59.989″E / 47.03291306, 7.29999694    | 1.1                     | 27.6                 | 3500-3000                                 |
| Suiza     | 1363-006                        | Rütte                                        | Sutz-Lattrigen                              | 47°6′18.364″N 7°12′46.775″E / 47.10510111, 7.21299306    | 2.8                     | 49.6                 | 3000-2500                                 |
| Suiza     | 1363-007                        | Bahnhof                                      | Twann                                       | 47°5′43.915″N 7°9′27.738″E / 47.09553194, 7.15770500     | 2.5                     | 18.5                 | 4000-3000                                 |
| Suiza     | 1363-008                        | Strandboden                                  | Vinelz                                      | 47°2′21.059″N 7°6′33.556″E / 47.03918306, 7.10932111     | 2.3                     | 28.7                 | 4000-2500                                 |
| Suiza     | 1363-009                        | Les Grèves                                   | Gletterens                                  | 46°54′19.098″N 6°55′46.369″E / 46.90530500, 6.92954694   | 2.62                    | 2.4                  | 3500-3000                                 |
| Suiza     | 1363-010                        | Spitz                                        | Greng                                       | 46°55′21.014″N 7°5′25.933″E / 46.92250389, 7.09053694    | 7.69                    | 7.3                  | 4000-3500, 3000-2500, 1500-500            |
| Suiza     | 1363-011                        | Môtier I                                     | Haut-Vully                                  | 46°57′0.889″N 7°5′19.874″E / 46.95024694, 7.08885389     | 1.42                    | 1.3                  | Neolítico                                 |
| Suiza     | 1363-012                        | Segelboothafen                               | Murten                                      | 46°55′47.323″N 7°6′48.28″E / 46.92981194, 7.1134111      | 2.83                    | 4.7                  | 3000-2500                                 |
| Suiza     | 1363-013                        | En Praz des Gueux                            | Noréaz                                      | 46°47′39.2″N 7°2′12.7″E / 46.794222, 7.036861            | 0.08                    | 2.02                 | 4000-3500                                 |
| Suiza     | 1363-014                        | Bellerive I                                  | Collonge-Bellerive                          | 46°15′12.03″N 6°11′25.6″E / 46.2533417, 6.190444         | 2.4                     | 8.87                 | 1000-500                                  |
| Suiza     | 1363-015                        | Port                                         | Corsier                                     | 46°16′5.61″N 6°12′37.7″E / 46.2682250, 6.210472          | 1.94                    | 10.9                 | 4000-3500, 3000-2500, 2000-1500, 1000-500 |
| Suiza     | 1363-016                        | Bourg                                        | Versoix                                     | 46°16′52.29″N 6°10′14.63″E / 46.2811917, 6.1707306       | 3.03                    | 15.93                | 1500-500                                  |
| Suiza     | 1363-017                        | Egolzwil 3                                   | Egolzwil                                    | 47°10′56.55″N 8°0′59.36″E / 47.1823750, 8.0164889        | 0.65                    | 56.82                | 5000-4000                                 |
| Suiza     | 1363-018                        | Seematte                                     | Hitzkirch                                   | 47°12′58.48″N 8°15′15.2″E / 47.2162444, 8.254222         | 2.81                    | 24.55                | 4000-2500                                 |
| Suiza     | 1363-019                        | Halbinsel                                    | Sursee                                      | 47°10′13.13″N 8°7′28.27″E / 47.1703139, 8.1245194        | 3.55                    | 67.78                | 4000-3500, 2500-500                       |
| Suiza     | 1363-020                        | Port-Conty                                   | Saint-Aubin-Sauges                          | 46°53′25.42″N 6°46′14.73″E / 46.8903944, 6.7707583       | 1.04                    | 7.03                 | 4000-2000                                 |
| Suiza     | 1363-021                        | Les Argilliez                                | Gorgier                                     | 46°54′11.8″N 6°47′23.61″E / 46.903278, 6.7898917         | 1.32                    | 1.2                  | 4000-3500                                 |
| Suiza     | 1363-022                        | L’Abbaye 2                                   | Bevaix                                      | 46°55′34.54″N 6°49′50.56″E / 46.9262611, 6.8307111       | 1.04                    | 5.01                 | 1040-986                                  |
| Suiza     | 1363-023                        | La Saunerie                                  | Auvernier                                   | 46°58′14.3″N 6°52′17.78″E / 46.970639, 6.8716056         | 1.51                    | 1.63                 | 4000-3500, 3000-2000                      |
| Suiza     | 1363-024                        | Les Graviers                                 | Auvernier                                   | 46°58′22.45″N 6°52′29.99″E / 46.9729028, 6.8749972       | 0.57                    | 2.13                 | 3500-2500, 2000-1500, 1000-500            |
| Suiza     | 1363-025                        | Kehrsiten                                    | Stansstad                                   | 47°0′7.92″N 8°21′58.65″E / 47.0022000, 8.3662917         | 1.26                    | 5.14                 | 4000-3000                                 |
| Suiza     | 1363-026                        | Weier I - III                                | Thayngen                                    | 47°44′10.11″N 8°42′16.02″E / 47.7361417, 8.7044500       | 0.48                    | 3.44                 | 4000-3500                                 |
| Suiza     | 1363-027                        | Hurden Rosshorn                              | Freienbach                                  | 47°13′10.38″N 8°48′24.6″E / 47.2195500, 8.806833         | 4.32                    | 20.1                 | 3500-3000, 2000-500                       |
| Suiza     | 1363-028                        | Hurden Seefeld                               | Freienbach                                  | 47°12′43.05″N 8°48′8.22″E / 47.2119583, 8.8022833        | 2.4                     | 16.12                | 3500-2500                                 |
| Suiza     | 1363-029                        | Burgäschisee Ost                             | Aeschi                                      | 47°10′7.33″N 7°40′20.48″E / 47.1687028, 7.6723556        | 0.3                     | 90.69                | 4000-3500, 3000-2500                      |
| Suiza     | 1363-030                        | Inkwilersee Insel                            | Bolken/Inkwil                               | 47°11′55.23″N 7°39′45.79″E / 47.1986750, 7.6627194       | 0.1                     | 45.71                | 4000-3500, 3000-2500, 1000-500            |
| Suiza     | 1363-031                        | Feldbach                                     | Rapperswil-Jona/Hombrechtikon               | 47°14′19.66″N 8°47′45.96″E / 47.2387944, 8.7961000       | 7.5                     | 15.5                 | 4000-1000                                 |
| Suiza     | 1363-032                        | Technikum                                    | Rapperswil-Jona                             | 47°13′14.21″N 8°48′56.55″E / 47.2206139, 8.8157083       | 0.92                    | 49.1                 | 2000-1500                                 |
| Suiza     | 1363-033                        | Bleiche 2-3                                  | Arbon                                       | 47°30′13.72″N 9°25′39.93″E / 47.5038111, 9.4277583       | 2.37                    | 5.84                 | 3500-3000, 2000-1500                      |
| Suiza     | 1363-034                        | Insel Werd                                   | Eschenz                                     | 47°39′18.87″N 8°52′1.19″E / 47.6552417, 8.8669972        | 2.8                     | 44.08                | 4000-2500, 1500-500                       |
| Suiza     | 1363-035                        | Egelsee                                      | Gachnang-Niederwil                          | 47°33′30.45″N 8°51′46.8″E / 47.5584583, 8.863000         | 2.97                    | 5.94                 | 4000-3500                                 |
| Suiza     | 1363-036                        | Nussbaumersee                                | Hüttwilen                                   | 47°36′53.3″N 8°48′55.05″E / 47.614806, 8.8152917         | 3.66                    | 16.86                | 5000-2500, 1000-500                       |
| Suiza     | 1363-037                        | Pointe de Montbec I                          | Chabrey                                     | 46°56′2.97″N 6°58′13.73″E / 46.9341583, 6.9704806        | 1.78                    | 8.04                 | 1500-500                                  |
| Suiza     | 1363-038                        | La Bessime                                   | Chevroux                                    | 46°53′14.48″N 6°53′35.57″E / 46.8873556, 6.8932139       | 1.07                    | 22.1                 | 4000-3500, 1000-500                       |
| Suiza     | 1363-039                        | Village                                      | Chevroux                                    | 46°53′33.4″N 6°54′5.37″E / 46.892611, 6.9014917          | 1.54                    | 38.4                 | 3500-2000                                 |
| Suiza     | 1363-040                        | Stations de Concise                          | Corcelles-près-Concise                      | 46°50′47.16″N 6°42′57.51″E / 46.8464333, 6.7159750       | 6.5                     | 11.5                 | 4000-2500                                 |
| Suiza     | 1363-041                        | Corcelettes Les Violes                       | Grandson                                    | 46°49′4.99″N 6°40′5.27″E / 46.8180528, 6.6681306         | 2.59                    | 17.4                 | 1500-500                                  |
| Suiza     | 1363-042                        | Les Roseaux                                  | Morges                                      | 46°30′54.16″N 6°30′30.17″E / 46.5150444, 6.5083806       | 0.86                    | 8.1                  | 2000-1000                                 |
| Suiza     | 1363-043                        | Stations de Morges                           | Morges                                      | 46°30′36.34″N 6°30′10.3″E / 46.5100944, 6.502861         | 2.12                    | 7.91                 | 2000-1000                                 |
| Suiza     | 1363-044                        | Chenevières de Guévaux I                     | Mur, hoy Vully-les-Lacs                     | 46°56′5.88″N 7°3′17.69″E / 46.9349667, 7.0549139         | 1.04                    | 9.73                 | 2000-1500                                 |
| Suiza     | 1363-045                        | Baie de Clendy                               | Yverdon-les-Bains                           | 46°46′48.62″N 6°39′12.77″E / 46.7801722, 6.6535472       | 1.87                    | 38.7                 | 4000-1500                                 |
| Suiza     | 1363-046                        | Le Marais                                    | Yvonand                                     | 46°47′57.64″N 6°45′11.82″E / 46.7993444, 6.7532833       | 1.95                    | 16.8                 | 3500-2500, 1000-500                       |
| Suiza     | 1363-047                        | Oterswil / Insel Eielen                      | Zug                                         | 47°7′36.26″N 8°29′50.46″E / 47.1267389, 8.4973500        | 0.45                    | 10.82                | 3000-2000                                 |
| Suiza     | 1363-048                        | Riedmatt                                     | Zug                                         | 47°10′56.95″N 8°29′28.12″E / 47.1824861, 8.4911444       | 0.28                    | 2.61                 | 3500-2500, 1500-1000                      |
| Suiza     | 1363-049                        | Sumpf                                        | Zug                                         | 47°10′57.99″N 8°28′41.78″E / 47.1827750, 8.4782722       | 1.55                    | 7.5                  | 1500-500                                  |
| Suiza     | 1363-050                        | Winkel                                       | Erlenbach                                   | 47°17′49.91″N 8°35′46.31″E / 47.2971972, 8.5961972       | 3.01                    | 6.6                  | 4000-1500, 1000-500                       |
| Suiza     | 1363-051                        | Storen-Wildsberg                             | Greifensee                                  | 47°21′37.8″N 8°40′51.51″E / 47.360500, 8.6809750         | 9.59                    | 11.7                 | 4000-2500                                 |
| Suiza     | 1363-052                        | Rorenhaab                                    | Meilen                                      | 47°15′50.14″N 8°39′36.82″E / 47.2639278, 8.6602278       | 0.7                     | 4.8                  | 4000-2500, 2000-1500, 1000-500            |
| Suiza     | 1363-053                        | Vorder Au                                    | Wädenswil                                   | 47°14′48.88″N 8°39′11.64″E / 47.2469111, 8.6532333       | 1.49                    | 22.5                 | 3500-1500                                 |
| Suiza     | 1363-054                        | Robenhausen                                  | Wetzikon                                    | 47°20′9.05″N 8°47′8.16″E / 47.3358472, 8.7856000         | 0.92                    | 155                  | 4000-2500, 2000-1500, 1000-500            |
| Suiza     | 1363-055                        | Enge Alpenquai                               | Zúrich                                      | 47°21′52.06″N 8°32′19.47″E / 47.3644611, 8.5387417       | 2.93                    | 17.4                 | 1500-500                                  |
| Suiza     | 1363-056                        | Grosse Stadt Kleiner Hafner                  | Zúrich                                      | 47°21′58.19″N 8°32′38.66″E / 47.3661639, 8.5440722       | 0.64                    | 16.56                | 5000-1500, 1000-500                       |
| Austria   | 1363-057                        | Keutschacher See                             | Keutschach                                  | 46°35′13.27″N 14°9′34.06″E / 46.5870194, 14.1594611      | 0.21                    | 132.5                |                                           |
| Austria   | 1363-058                        | Abtsdorf I                                   | Attersee                                    | 47°53′40.96″N 13°32′1.07″E / 47.8947111, 13.5336306      | 1.1                     | 91.43                |                                           |
| Austria   | 1363-059                        | Abtsdorf III                                 | Attersee                                    | 47°53′35.56″N 13°31′59.34″E / 47.8932111, 13.5331500     | 0.22                    | 91.43                |                                           |
| Austria   | 1363-060                        | Litzlberg Süd                                | Seewalchen am Attersee                      | 47°56′3.66″N 13°33′16.99″E / 47.9343500, 13.5547194      | 0.76                    | 65.26                |                                           |
| Austria   | 1363-061                        | See                                          | Mondsee                                     | 47°48′13.97″N 13°26′57.41″E / 47.8038806, 13.4492806     | 1.22                    | 0.97                 |                                           |
| Francia   | 1363-062                        | Le Grand Lac de Clairvaux                    | Clairvaux-les-Lacs                          | 46°34′16.28″N 5°44′58.884″E / 46.5711889, 5.74969000     | 15.2                    | 103.05               |                                           |
| Francia   | 1363-063                        | Lac de Chalain, rive occidentale             | Marigny, Doucier, Fontenu                   | 46°40′19.726″N 5°46′34.835″E / 46.67214611, 5.77634306   | 50.65                   | 96.83                |                                           |
| Francia   | 1363-064                        | Lac d’Aiguebelette, zone sud                 | Aiguebelette-le-Lac, Saint-Alban-de-Montbel | 45°32′36.02″N 5°48′16.852″E / 45.5433389, 5.80468111     | 0.64                    | 42.87                |                                           |
| Francia   | 1363-065                        | Baie de Grésine                              | Brison-Saint-Innocent                       | 45°44′11.857″N 5°53′8.434″E / 45.73662694, 5.88567611    | 4.09                    | 31.5                 |                                           |
| Francia   | 1363-066                        | Baie de Châtillon                            | Chindrieux                                  | 45°47′51.878″N 5°51′3.366″E / 45.79774389, 5.85093500    | 0.91                    | 7.6                  |                                           |
| Francia   | 1363-067                        | Hautecombe                                   | Saint-Pierre-de-Curtille                    | 45°44′59.23″N 5°50′27.071″E / 45.7497861, 5.84085306     | 2.03                    | 5.7                  |                                           |
| Francia   | 1363-068                        | Littoral de Tresserve                        | Tresserve                                   | 45°41′2.681″N 5°53′34.152″E / 45.68407806, 5.89282000    | 2.12                    | 72.4                 |                                           |
| Francia   | 1363-069                        | Littoral de Chens-sur-Léman                  | Chens-sur-Léman                             | 46°19′16.068″N 6°15′21.416″E / 46.32113000, 6.25594889   | 0.93                    | 92.6                 |                                           |
| Francia   | 1363-070                        | Les Marais de Saint-Jorioz                   | Saint-Jorioz                                | 45°50′6.749″N 6°10′58.289″E / 45.83520806, 6.18285806    | 0.49                    | 4.3                  |                                           |
| Francia   | 1363-071                        | Le Crêt de Chatillon                         | Sévrier                                     | 45°51′37.4″N 6°9′19.796″E / 45.860389, 6.15549889        | 1.07                    | 8.2                  |                                           |
| Francia   | 1363-072                        | Secteur des Mongets                          | Sévrier, Saint-Jorioz                       | 45°51′11.714″N 6°9′4.644″E / 45.85325389, 6.15129000     | 0.13                    | 63.2                 |                                           |
| Alemania  | 1363-073                        | Wangen-Hinterhorn                            | Öhningen                                    | 47°39′39.416″N 8°56′20.018″E / 47.66094889, 8.93889389   | 2.56                    | 3.2                  |                                           |
| Alemania  | 1363-074                        | Hornstaad-Hörnle                             | Gaienhofen                                  | 47°41′40.229″N 9°0′21.301″E / 47.69450806, 9.00591694    | 13.11                   | 72.4                 |                                           |
| Alemania  | 1363-075                        | Allensbach-Strandbad                         | Allensbach                                  | 47°42′35.132″N 9°4′47.327″E / 47.70975889, 9.07981306    | 2.65                    | 6.6                  |                                           |
| Alemania  | 1363-076                        | Wollmatingen-Langenrain                      | Konstanz                                    | 47°40′29.582″N 9°7′13.318″E / 47.67488389, 9.12036611    | 1.55                    | 83.7                 |                                           |
| Alemania  | 1363-077                        | Konstanz-Hinterhausen                        | Konstanz                                    | 47°39′54.788″N 9°11′38.645″E / 47.66521889, 9.19406806   | 4.15                    | 4.12                 |                                           |
| Alemania  | 1363-078                        | Litzelstetten-Krähenhorn 32                  | Konstanz                                    | 47°43′28.823″N 9°10′44.234″E / 47.72467306, 9.17895389   | 7.51                    | 47.92                |                                           |
| Alemania  | 1363-079                        | Bodman-Schachen / Löchle                     | Bodman-Ludwigshafen                         | 47°48′52.11″N 9°2′23.111″E / 47.8144750, 9.03975306      | 5.34                    | 14.1                 |                                           |
| Alemania  | 1363-080                        | Sipplingen-Osthafen                          | Sipplingen                                  | 47°47′35.304″N 9°6′7.29″E / 47.79314000, 9.1020250       | 4.61                    | 6.23                 |                                           |
| Alemania  | 1363-081                        | Unteruhldingen-Stollenwiesen                 | Uhldingen-Mühlhofen                         | 47°43′15.258″N 9°13′42.179″E / 47.72090500, 9.22838306   | 4.22                    | 4.52                 |                                           |
| Alemania  | 1363-082                        | Ödenahlen                                    | Alleshausen                                 | 48°7′9.163″N 9°38′27.535″E / 48.11921194, 9.64098194     | 0.97                    | 58.02                |                                           |
| Alemania  | 1363-083                        | Grundwiesen                                  | Alleshausen                                 | 48°6′30.744″N 9°37′35.746″E / 48.10854000, 9.62659611    | 0.54                    | 3.42                 |                                           |
| Alemania  | 1363-084                        | Siedlung Forschner                           | Bad Buchau                                  | 48°3′17.492″N 9°38′25.915″E / 48.05485889, 9.64053194    | 3.54                    | 285.14               |                                           |
| Alemania  | 1363-085                        | Olzreute-Enzisholz                           | Bad Schussenried                            | 47°59′54.859″N 9°41′19.262″E / 47.99857194, 9.68868389   | 1.82                    | 20.62                |                                           |
| Alemania  | 1363-086                        | Schreckensee                                 | Wolpertswende                               | 47°53′18.56″N 9°34′7.766″E / 47.8884889, 9.56882389      | 1.06                    | 7.05                 |                                           |
| Alemania  | 1363-087                        | Ehrenstein                                   | Blaustein                                   | 48°24′38.707″N 9°55′23.678″E / 48.41075194, 9.92324389   | 1.33                    | 2.42                 |                                           |
| Alemania  | 1363-088                        | Pestenacker                                  | Weil                                        | 48°8′48.044″N 10°56′52.285″E / 48.14667889, 10.94785694  | 0.57                    | 3.66                 |                                           |
| Alemania  | 1363-089                        | Unfriedshausen                               | Geltendorf                                  | 48°8′32.359″N 10°57′4.277″E / 48.14232194, 10.95118806   | 0.79                    | 7.69                 |                                           |
| Alemania  | 1363-090                        | Rose Island                                  | Feldafing                                   | 47°56′29.522″N 11°18′33.52″E / 47.94153389, 11.3093111   | 15.16                   | 34.3                 |                                           |
| Italia    | 1363-091                        | Palù di Livenza – Santissima                 | Polcenigo                                   | 46°1′18.268″N 12°28′52.129″E / 46.02174111, 12.48114694  | 13.48                   | 86.72                |                                           |
| Italia    | 1363-092                        | Lavagnone                                    | Desenzano del Garda                         | 45°26′11.094″N 10°32′14.683″E / 45.43641500, 10.53741194 | 6.04                    | 14.45                |                                           |
| Italia    | 1363-093                        | San Sivino, Gabbiano                         | Manerba del Garda                           | 45°32′7.944″N 10°33′27.94″E / 45.53554000, 10.5577611    | 1.85                    | 3.46                 |                                           |
| Italia    | 1363-094                        | Lugana Vecchia                               | Sirmione                                    | 45°27′30.121″N 10°38′36.798″E / 45.45836694, 10.64355500 | 2.59                    | 11.16                |                                           |
| Italia    | 1363-095                        | Lucone                                       | Polpenazze del Garda                        | 45°33′3.326″N 10°29′17.189″E / 45.55092389, 10.48810806  | 7.66                    | 68.2                 |                                           |
| Italia    | 1363-096                        | Lagazzi del Vho                              | Piadena                                     | 45°6′27.544″N 10°23′34.714″E / 45.10765111, 10.39297611  | 2.77                    | 18.46                |                                           |
| Italia    | 1363-097                        | Bande - Corte Carpani                        | Cavriana                                    | 45°22′16.878″N 10°35′9.611″E / 45.37135500, 10.58600306  | 7.33                    | 36.4                 |                                           |
| Italia    | 1363-098                        | Castellaro Lagusello - Fondo Tacoli          | Monzambano                                  | 45°22′9.343″N 10°38′3.131″E / 45.36926194, 10.63420306   | 1.23                    | 59.04                |                                           |
| Italia    | 1363-099                        | Isolino Virginia-Camilla-Isola di San Biagio | Biandronno                                  | 45°48′43.25″N 8°43′5.02″E / 45.8120139, 8.7180611        | 3.79                    | 25.07                |                                           |
| Italia    | 1363-100                        | Bodio centrale o delle Monete                | Bodio Lomnago                               | 45°47′47.152″N 8°45′20.192″E / 45.79643111, 8.75560889   | 1.67                    | 28.55                |                                           |
| Italia    | 1363-101                        | Il Sabbione o settentrionale                 | Cadrezzate                                  | 45°47′58.625″N 8°38′55.644″E / 45.79961806, 8.64879000   | 1.18                    | 9.61                 |                                           |
| Italia    | 1363-102                        | VI.1-Emissario                               | Viverone, Azeglio                           | 45°25′5.743″N 8°1′22.44″E / 45.41826194, 8.0229000       | 5.86                    | 852.77               |                                           |
| Italia    | 1363-103                        | Mercurago                                    | Arona                                       | 45°44′1.709″N 8°33′7.6″E / 45.73380806, 8.552111         | 5.16                    | 270.06               |                                           |
| Italia    | 1363-104                        | Molina di Ledro                              | Ledro                                       | 45°52′26.857″N 10°45′54.047″E / 45.87412694, 10.76501306 | 0.78                    | 2.31                 |                                           |
| Italia    | 1363-105                        | Fiavé-Lago Carera                            | Fiavè                                       | 45°59′24.346″N 10°49′51.55″E / 45.99009611, 10.8309861   | 10.7                    | 73.92                |                                           |
| Italia    | 1363-106                        | Belvedere                                    | Peschiera del Garda                         | 45°27′22.705″N 10°39′30.312″E / 45.45630694, 10.65842000 | 2.52                    | 12.46                |                                           |
| Italia    | 1363-107                        | Frassino                                     | Peschiera del Garda                         | 45°26′5.168″N 10°39′47.509″E / 45.43476889, 10.66319694  | 1.48                    | 31.19                |                                           |
| Italia    | 1363-108                        | Tombola                                      | Cerea                                       | 45°10′46.348″N 11°12′40.5″E / 45.17954111, 11.211250     | 1.51                    | 123.76               |                                           |
| Italia    | 1363-109                        | Laghetto della Costa                         | Arquà Petrarca                              | 45°16′10.844″N 11°44′32.683″E / 45.26967889, 11.74241194 | 1.56                    | 6.52                 |                                           |
| Eslovenia | 1363-110                        | Kolišca na Igu, severna skupina              | Ig                                          | 45°58′32.318″N 14°31′46.193″E / 45.97564389, 14.52949806 | 19.2                    | 516.65               |                                           |
| Eslovenia | 1363-111                        | Kolišca na Igu, južna skupina                | Ig                                          | 45°58′14.221″N 14°32′29.843″E / 45.97061694, 14.54162306 | 26.1                    | 516.55               |                                           |

Fuente

## Imágenes

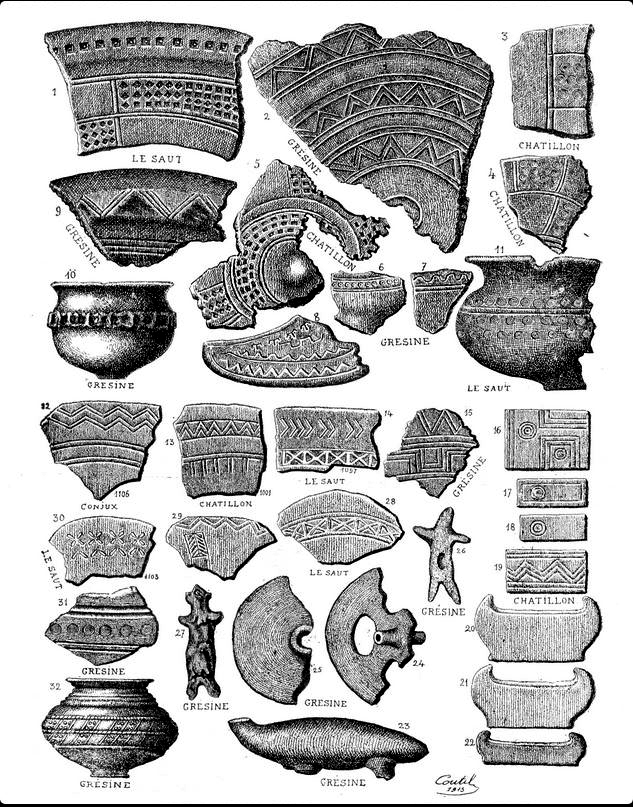
Motivos de cerámica de palafittes del lago Bourget, Saboya, 1915
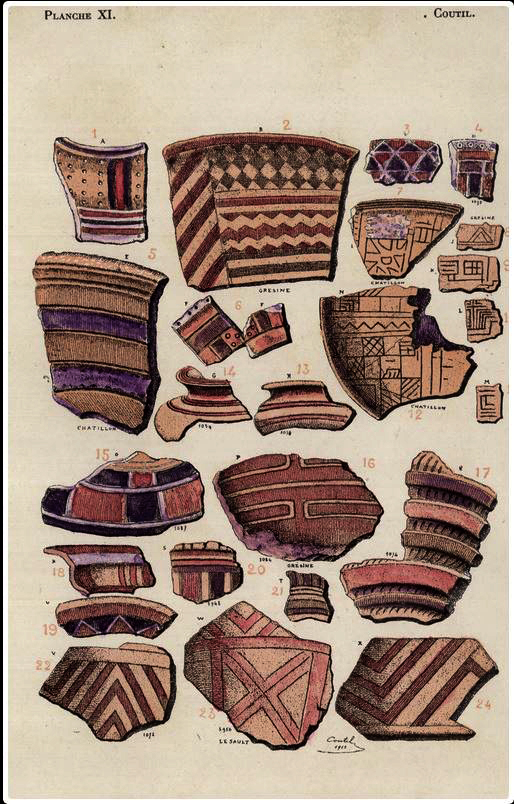
Cerámica de palafittes del lago Bourget, Saboya, 1915
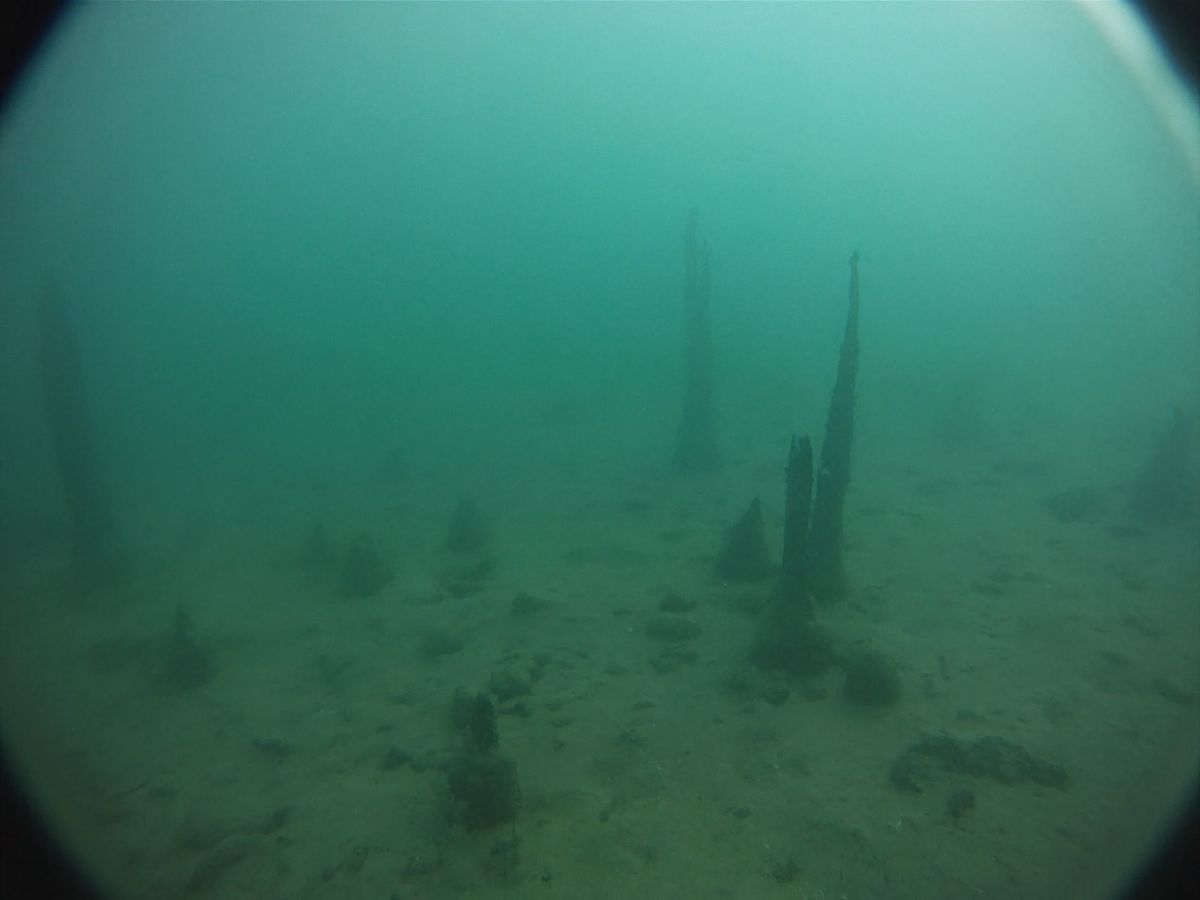
Restos de palafittes submarinos, estaciones de Morges, Suiza, 2011
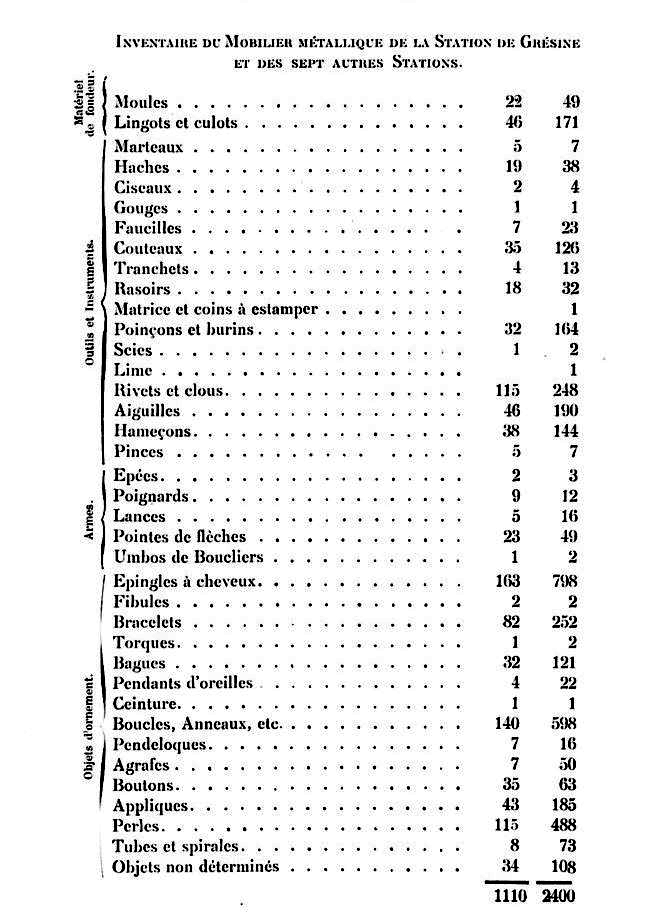
Inventario del material metálico de los palacios del lago Bourget, 1908
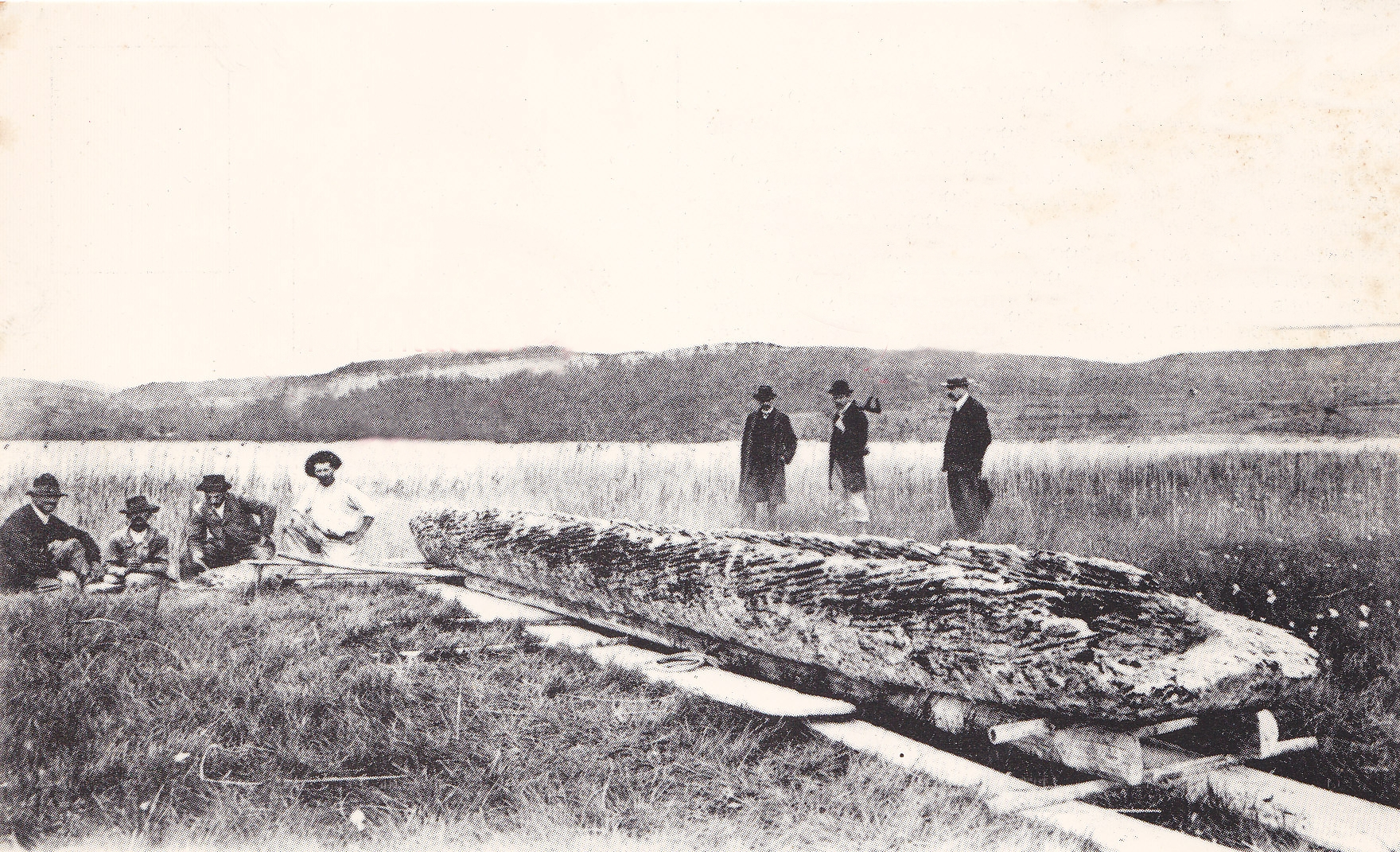
Canotaje desde el lago Chalain, Jura, 1904